# George C. Scott

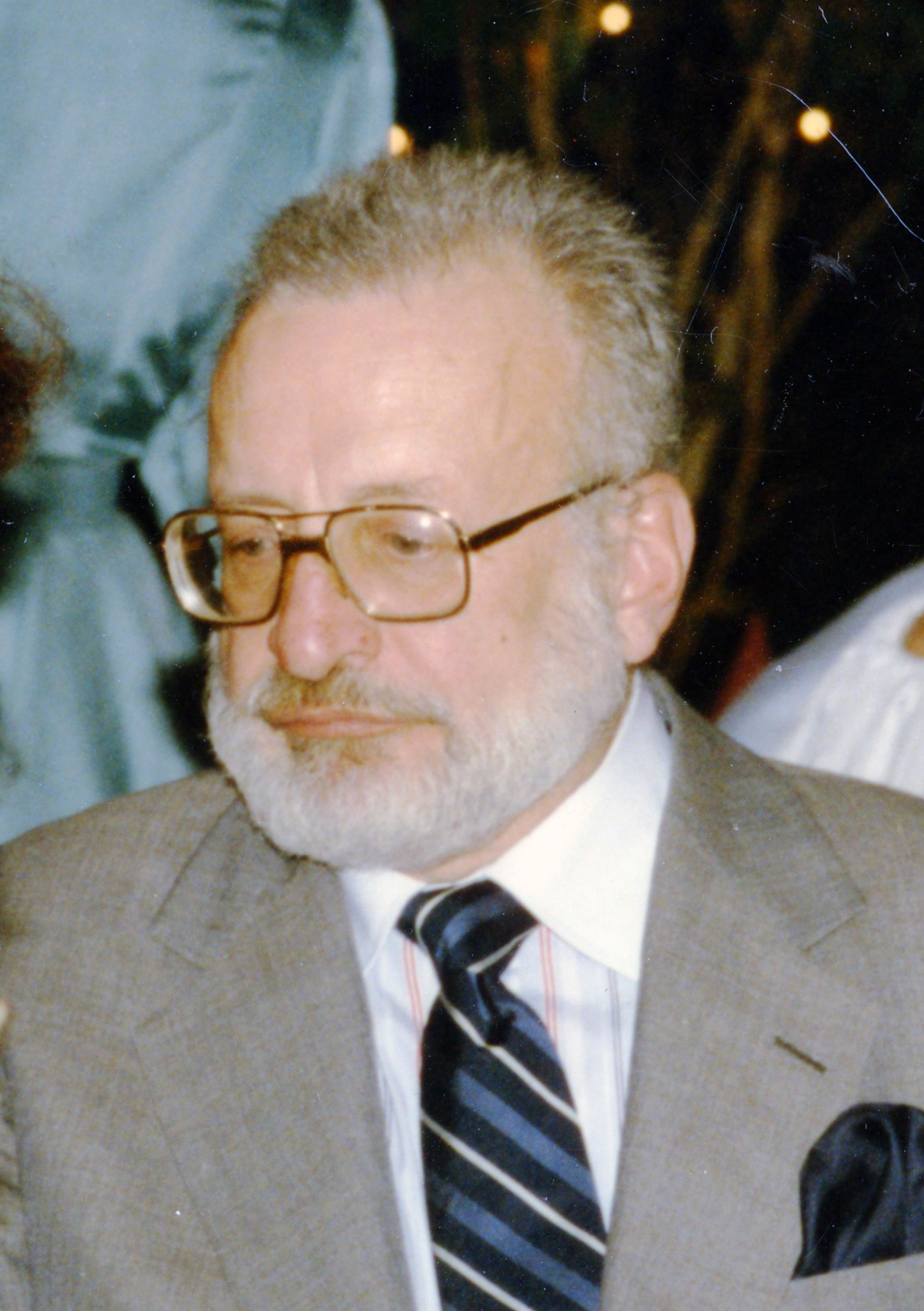
George C. Scott (1984)

George Campbell Scott (* 18. Oktober 1927 in Wise, Virginia; † 22. September 1999 in Westlake Village, Kalifornien) war ein US-amerikanischer Film-, Fernseh- und Bühnenschauspieler sowie Regisseur und Produzent. Seine bekannteste Rolle war die des US-Generals George S. Patton in dem mit sieben Oscars ausgezeichneten Film Patton – Rebell in Uniform, für die er den Oscar als bester Hauptdarsteller erhalten sollte. Er war der erste Schauspieler, der die Annahme des Preises ablehnte.

## Leben

### Frühes Leben
Scott wurde mit acht Jahren Halbwaise, als seine Mutter starb. Er wuchs bei seinem Vater auf. Als junger Mann trat er 1945 ins Marine Corps ein und versah einen Teil seiner Dienstzeit auf dem Nationalfriedhof Arlington als Wachsoldat. Später sagte er, dass ihn der Wachdienst zum Trinker gemacht habe.

### Schauspielkarriere
Nach seiner Dienstzeit 1949 studierte er zuerst Journalistik und schloss 1953 mit einem Diplom ab. Sein Weg führte ihn über Toledo, Washington DC und Kanada, wo er Richard III. von Shakespeare spielte, schließlich zum Broadway. Dort debütierte er in dem Stück Comes a Day.
1959 spielte er seine erste Rolle in dem Kinofilm Der Galgenbaum neben Gary Cooper. Danach agierte er an der Seite von James Stewart in Otto Premingers Gerichtsdrama Anatomie eines Mordes, was ihm eine Oscar-Nominierung als bester Nebendarsteller einbrachte. Zwei Jahre später wurde er noch einmal als Nebendarsteller für den Oscar vorgeschlagen – für seine Darstellung in Haie der Großstadt (neben Paul Newman).
Auf dem Höhepunkt seiner Karriere lehnte er – als erster Schauspieler überhaupt – 1971 den Oscar für seine Darstellung der Titelrolle in Patton – Rebell in Uniform ab, da er es für unwürdig befand, mit anderen Schauspielern in eine Art Wettstreit zu treten. Als eigentlichen Grund gab seine spätere Ehefrau, die Schauspielerin Trish Van Devere, seine Enttäuschung über den ihm seinerzeit entgangenen Oscar für seine Rolle in Anatomie eines Mordes an.
In den 1970er und 1980er Jahren war er als kantiger und prägnanter Charakterdarsteller, der sowohl in ernsten Stoffen als auch in Komödien seinen Rollen nachdrücklich Profil zu verleihen wusste, viel beschäftigt. In den 1990er Jahren arbeitete er vorwiegend für das Fernsehen, daneben trat er in Kinofilmen meist in prägnant konturierten Nebenrollen auf.
Seine bekanntesten Rollen sind die des General Patton in dem gleichnamigen Film von Franklin J. Schaffner und des General Turgidson in Stanley Kubricks Dr. Seltsam oder: Wie ich lernte, die Bombe zu lieben (mit Peter Sellers). In den späten 1990er Jahren zeigte er als Gegenspieler von Jack Lemmon in der fürs Fernsehen produzierten Neuverfilmung von Die 12 Geschworenen (1997) eine beeindruckende Darstellung, wofür er mit dem Primetime Emmy Award for Outstanding Supporting Actor in a Miniseries or a Movie als bester Nebendarsteller in einem Spielfilm ausgezeichnet wurde.

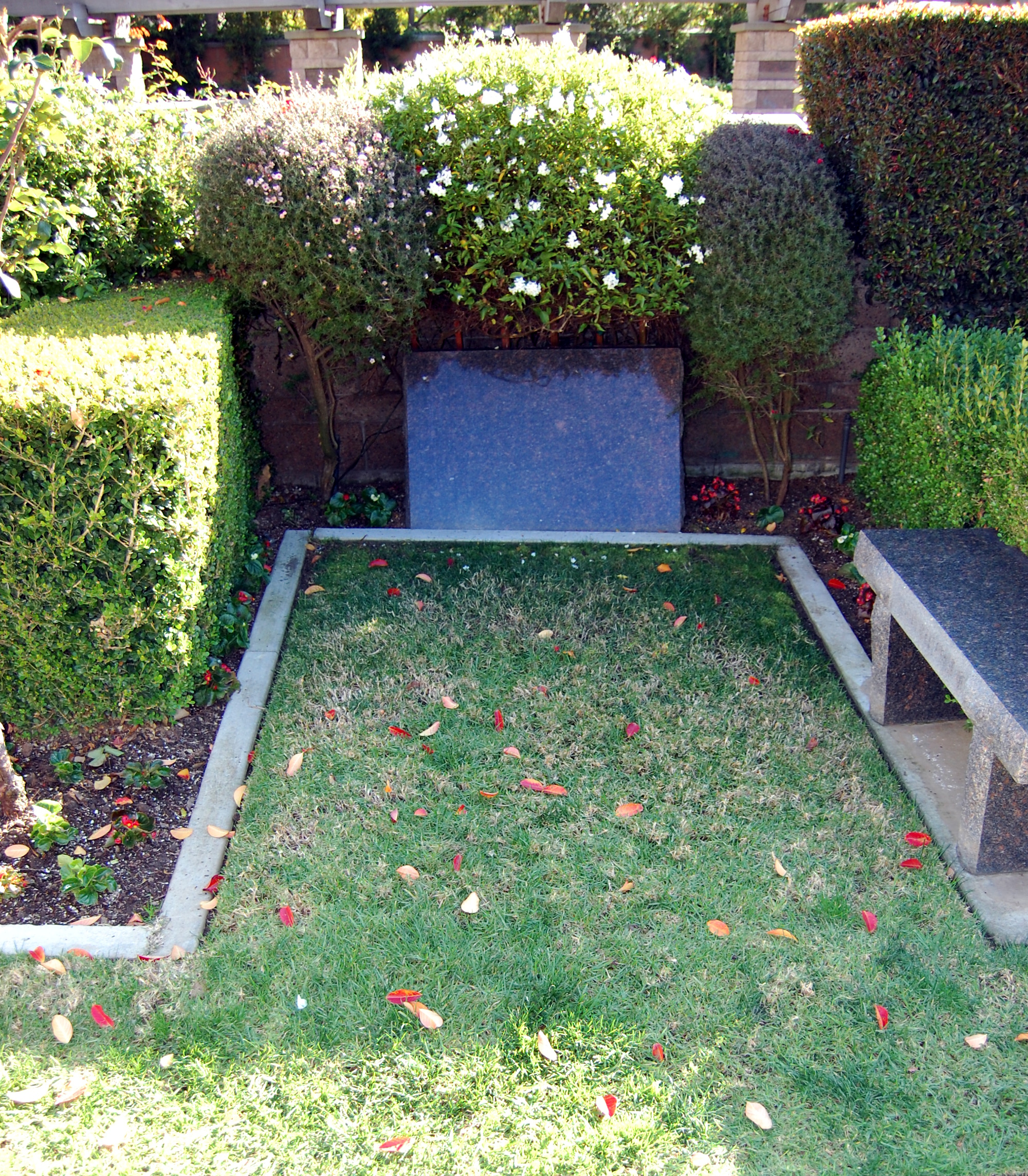
Grab von George C. Scott auf dem Westwood Village Memorial Park Cemetery

### Privates
Scott war insgesamt fünfmal verheiratet. Von 1951 bis 1955 mit Carolyn Hughes, mit der er eine Tochter hatte, von 1955 bis 1960 mit Patricia Reed, mit der er zwei Kinder hatte. Von 1960 bis 1965 und ein weiteres Mal von 1967 bis 1972 war er mit der Schauspielerin Colleen Dewhurst verheiratet. Aus der Ehe gingen zwei Söhne hervor, darunter der Schauspieler Campbell Scott. Von 1972 bis zu seinem Tod war er mit der Schauspielerin Trish Van Devere verheiratet.
George C. Scott starb am 22. September 1999 im Alter von 71 Jahren an den Folgen eines abdominellen Aortenaneurysmas. Er ist auf dem Westwood Village Memorial Park Cemetery in Westwood, Kalifornien, in einem nicht näher bezeichneten Grab neben dem von Walter Matthau beigesetzt.

## Filmografie (Auswahl)
- 1959: Der Galgenbaum (The Hanging Tree)
- 1959: Anatomie eines Mordes (Anatomy of a Murder)
- 1961: Die Kraft und Herrlichkeit (The Power and the Glory)
- 1962: Haie der Großstadt (The Hustler)
- 1963: Die Totenliste (The List of Adrian Messenger)
- 1964: Der gelbe Rolls-Royce (The Yellow Rolls-Royce)
- 1964: Dr. Seltsam oder: Wie ich lernte, die Bombe zu lieben (Dr. Strangelove or: How I Learned to Stop Worrying and Love the Bomb)
- 1966: Finger weg von meiner Frau (Not with My Wife, You Don’t!)
- 1966: Die Bibel (The Bible: In The Beginning)
- 1967: Der tolle Mr. Flim-Flam (The Flim-Flam Man)
- 1968: Petulia
- 1969: This Savage Land (Fernsehfilm)
- 1970: Das Geheimnis von Schloß Thornfield (Jane Eyre) (Fernsehfilm)
- 1970: Patton – Rebell in Uniform (Patton)
- 1971: Wen die Meute hetzt (The Last Run)
- 1971: Der verkehrte Sherlock Holmes (They Might Be Giants)
- 1971: Hospital (The Hospital)
- 1972: Polizeirevier Los Angeles-Ost (The New Centurions)
- 1972: Die Rache ist mein (Rage); Regie & Hauptdarsteller
- 1973: Der Tag des Delphins (The Day of the Dolphin)
- 1973: Oklahoma Crude
- 1974: Klauen wir gleich die ganze Bank (The Bank Shot)
- 1975: Die Schwarze Liste (Fear on Trial) (Fernsehfilm)
- 1975: Die Hindenburg (The Hindenburg)
- 1976: Die Schöne und das Biest (Beauty and the Beast) (Fernsehfilm)
- 1976: Inseln im Strom (Islands in the Stream)
- 1978: Movie Movie
- 1978: Der Prinz und der Bettler (Crossed Swords)
- 1979: Hardcore – Ein Vater sieht rot (Hardcore)
- 1980: Die Formel (The Formula)
- 1980: Das Grauen (The Changeling)
- 1981: Die Kadetten von Bunker Hill (Taps)
- 1982: Oliver Twist (Fernsehfilm)
- 1983: Das Drogen-Syndikat (China Rose, Fernsehfilm)
- 1984: Charles Dickens’ Weihnachtsgeschichte (A Christmas Carol, Fernsehfilm)
- 1984: Der Feuerteufel (Firestarter)
- 1985: Mussolini: The Untold Story (Fernseh-Zweiteiler)
- 1986: Ungewollt schwanger (Choices, Fernsehfilm)
- 1986: The Last Days of Patton (Fernsehfilm)
- 1986: Mord in der Rue Morgue (The Murders in the Rue Morgue, Fernsehfilm)
- 1987: Wie gefunden, so verschwunden (Pals, Fernsehfilm)
- 1987–1988: Mr. President (Fernsehserie, 24 Folgen)
- 1989: The Ryan White Story (Fernsehfilm)
- 1990: Blutiger Engel (Descending Angel, Fernsehfilm)
- 1990: Der Exorzist III (The Exorcist III)
- 1990: Comic-Stars gegen Drogen (Cartoon All-Stars to the Rescue, Fernsehfilm)
- 1990: Bernard und Bianca im Känguruland (The Rescuers Down Under, Zeichentrickfilm, Stimme)
- 1993: Curacao (Fernsehfilm)
- 1993: Malice – Eine Intrige (Malice)
- 1994: Mord in Newman County – Böses Blut (In the Heat of the Night: A Matter of Justice, Fernsehfilm)
- 1994: Der Prinz und der Prügelknabe (The Whipping Boy, Fernsehfilm)
- 1995: Mike Tyson (Tyson, Fernsehfilm)
- 1995: Angus – Voll Cool (Angus)
- 1996: Titanic (Fernseh-Zweiteiler)
- 1997: Missbraucht – Eine Mutter beichtet (Country Justice, Fernsehfilm)
- 1997: Die 12 Geschworenen (12 Angry Men, Fernsehfilm)
- 1999: Gloria
- 1999: Rocky Marciano (Fernsehfilm)
- 1999: Wer Sturm sät (Inherit the Wind, Fernsehfilm)